# Montemarciano
Montemarciano là một đô thị ở tỉnh Ancona trong vùng Marche, nằm cách 15 km về phía tây của Ancona. Tại thời điểm ngày 31 tháng 12 năm 2019, đô thị này có dân số 9.891 và diện tích là 22,1 km².
Đô thị Montemarciano có các frazioni (các đơn vị trực thuộc, chủ yếu là các làng) Alberici, Cassiano, Gabella, Gelso, Grugnaletto, Forcella, Marcianella, và Marina.
Montemarciano giáp các đô thị sau: Chiaravalle, Falconara Marittima, Monte San Vito, Senigallia.